# エリック・ボスグラーフ
エリック・ボスグラーフ （Erik Bosgraaf、1980年5月9日 - ）は、オランダのリコーダー奏者、音楽学者。

## 初期のキャリア
ボスグラーフはオランダのドラハテン (Drachten) で生まれ、2006年にユトレヒト大学にて音楽学修士号 (Master of Arts)を取得した。2007年、音楽学者ティーモ・ヴィントの監督の下、オランダ人作曲家ヤコブ・ファン・エイク（1589年-1657年）の作品を3枚セットCDでリリースしたところ、25,000枚以上を売り上げ、予想外の商業的成功を収めた。2011年から2012年のシーズンにはアムステルダム・コンセルトヘボウとブリュッセル芸術センター(Centre for Fine Arts, Brussels) によりノミネートされ、ドイツのエコー音楽賞協会の招聘で、ライジング・スター・シリーズの一環としてヨーロッパ各地の主要なコンサートホールにてツアー公演を行った。

## 音楽家としてのキャリア
ボスグラーフは2005年にギタリストのイズハル・エリアス (Izhar Elias) とイタリア人チェンバロ奏者アレッサンドロ・ピアヌと共に、アンサンブル・コルデヴェントを結成した。このトリオは当初17世紀の音楽に焦点を当てていたが、同じコルデヴェントという名のもと2008年からはバロック・オーケストラとしても活動をし、この編成の時には18世紀の音楽を主なレパートリーとしている。2009年、アントニオ・ヴィヴァルディのリコーダー協奏曲を録音した最初のCDをリリースした。またヨハン・ゼバスティアン・バッハの協奏曲をリコーダー用に編曲し収録したCDを2011年に、『La Monarcha』と題されたアルバムを2012年にリリースした。

## ソリストとして
室内楽の活動の他、ボスグラーフは交響楽団や室内管弦楽団と共に頻繁にステージに上っている。
これまでに、ダラス交響楽団（ヤープ・ヴァン・ズヴェーデン指揮）、オランダ室内管弦楽団（ゴルダン・ニコリッチ(Gordan Nikolić) 指揮）、ハーグ・レジデンティ管弦楽団（ラインベルト・デ・レーウ (Reinbert de Leeuw)）指揮）、オランダ・シンフォニア (Holland Symfonia)（オットー・タウスク指揮）、北オランダ管弦楽団（ヨハネス・レールタウアー指揮）、オランダ放送室内フィルハーモニー（ティエリー・フィッシャー、アンドレアス・デルフス指揮）、シンフォニア・ロッテルダム（アレッサンドロ・クルデーレ指揮）と共演した。これらのオーケストラとともに、古楽と現代音楽を織り交ぜたプログラムを度々演奏している。またロイヤル・ウィンド・ミュージック(the Royal Wind Music)とも共演している。ボスグラーフは作曲家ピエール・ブーレーズの許可を受け『Dialogues de l'ombre double』を編曲し、2015年にCDをリリースした。

## 音楽賞
2009年にボルレッティ・ブイトーニ・トラスト (Borletti-Buitoni Trust)賞を受賞し、それによって特別なリコーダーのセットを購入した。2009年、ボスグラーフとイズハル・エリアスはアムステルダム・カナル・フェスティバル賞を受賞した。2011年、オランダで最も重要な音楽賞である、オランダ音楽賞 (Dutch Music Prize)を受賞した。また、北オランダのクラシック音楽界で顕著な貢献をしたクラシック音楽家に3年に一度授与されるゴールデン・ヴァイオリン賞を受賞した。

## ディスコグラフィ
- Van Eyck: Der Fluyten Lust-hof (2007年、Brilliant Classics) ※3CDセット
- Big Eye, movies & music (2007年、Phenom Records) ※CD & DVD
- Handel: The Recorder Sonatas (2008年、Brilliant Classics)
- Telemann: Twelve Fantasias, Bach: Partita (2008年、Brilliant Classics)
- Vivaldi: Recorder Concertos, Cordevento (2009年、Brilliant Classics)
- Bach: Concerti, Cordevento (2011年、Brilliant Classics)
- La Monarcha, 17th centrury music from the Spanish territories, Cordevento (2012年、Brilliant Classics)
- Hotel Terminus, met Saxophonist Yuri Honing (2013年、Brilliant Classics)
- Willem Jeths: Recorder Concerto (2015年、Challenge)
- Telemann: The Recorder Sonatas (2015年、Brilliant Classics)
- Pierre Boulez, Tamminga/Bosgraaf: Dialogues, Dialogues de l'ombre double (2015年、Brilliant Classics)
- Vivaldi: The Four Seasons, Cordevento (2015年、Brilliant Classics)
- Telemann: The Double Concertos with Recorder, Cordevento (2016年、Brilliant Classics)
- Telemann: Complete Suites and Concertos for Recorder, Cordevento (2016年、Brilliant Classics)
- Ernst Reijseger: Salt & Fire, soundtrack for the movie by Werner Herzog (2016年、Winter & Winter)
- Telemann: The Trio Sonatas for Recorder, Violin & Basso Continuo (2017年、Berlin Classics)
- Ernst Reijseger: Walking Out, soundtrack for the movie by Andrew & Alex Smith (2017年、Winter & Winter)
- Loevendie en Bosgraaf: Nachklang - Reflex - Dance - Improvisations (2018年、Brilliant Classics)